# 52-я Косовско-Метохийская дивизия
52-я Косовско-Метохийская дивизия НОАЮ (сербохорв. Петдесетдруга косовско-метохијска дивизија НОВЈ / Petdesetdruga kosovsko-metohijska divizija NOVJ) — воинское формирование Народно-освободительной армии Югославии, участвовавшее в Народно-освободительной войне.

## История
Дивизия образована 8 февраля 1945 из сил 1-й, 2-й и 4-й косовско-метохийских бригад. В состав дивизии вошли представители всех народов Косова и Метохии. Дивизия подчинялась Оперативному штабу НОАЮ в Косово и Метохии. Численность дивизии составляла от 6 тысяч в начале до 7 тысяч в конце войны.
52-я дивизия с 10 по 23 февраля 1945 воевала с албанскими фашистами в Дренице, разгромив их силы (258 убитых и 558 пленных). До конца войны вела боевые действия против несдавшихся подразделений немецкой армии и албанских полицаев. В конце войны участвовала в формировании органов власти социалистической Югославии и охране высокопоставленных лиц.